# 3344 Modena
3344 Modena (1982 JA) là một tiểu hành tinh vành đai chính được phát hiện ngày 15 tháng 5 năm 1982 bởi Osservatorio San Vittore ở Bologna.